# 钓鱼台国宾馆

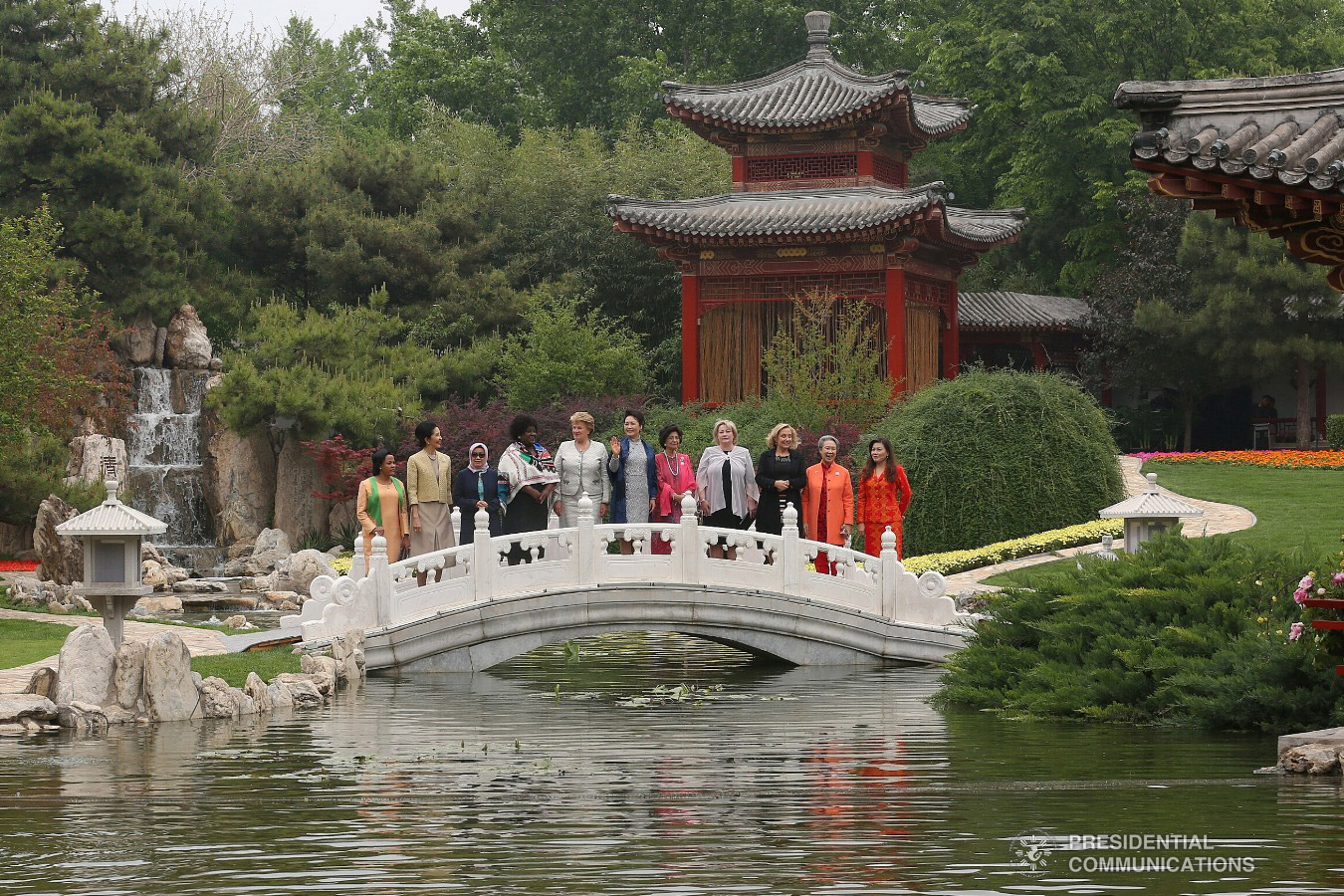
2019年4月27日，彭丽媛在钓鱼台国宾馆邀请出席第二届“一带一路”国际合作高峰论坛的外方领导人配偶

釣魚台國賓館是坐落於中國北京市海淀区玉渊潭公园東側的一處古代皇家園林及現代国宾馆建築群。金章宗完颜璟（西元1190年至1208年）曾在此築台垂釣，因而得名「釣魚台」，迄今已有800餘年歷史。至清代，乾隆帝敕命疏濬玉淵潭並在此興建行宮，收為皇家園林。現代的國賓館園區是由中華人民共和國政府於1958年至1959年在古釣魚台風景區基礎上擴大修建，作為來訪貴賓的下榻及會晤、會議場所，與位於西城区天安门广场西侧的北京人民大会堂相同。釣魚台國賓館位於北京西部阜成門外，玉淵潭東側，阜成路與三里河路交匯的西南側。文化大革命时期为中央文化革命小组所在地，一度是中国政治权力的核心所在地。
國賓館園區南北長約1公里，東西寬約0.5公里，總面積42萬平方米，總建築面積16.5萬平方米，湖水面積5萬平方米。釣魚台國賓館附近的地標有海軍總醫院、國家外匯管理局、中央廣播電視塔、中央電視台、中華世紀壇、國家稅務總局、中國鐵路總公司、軍事博物館、國家統計局、中共中央港澳辦等。

## 歷史

### 皇家園林及行宮

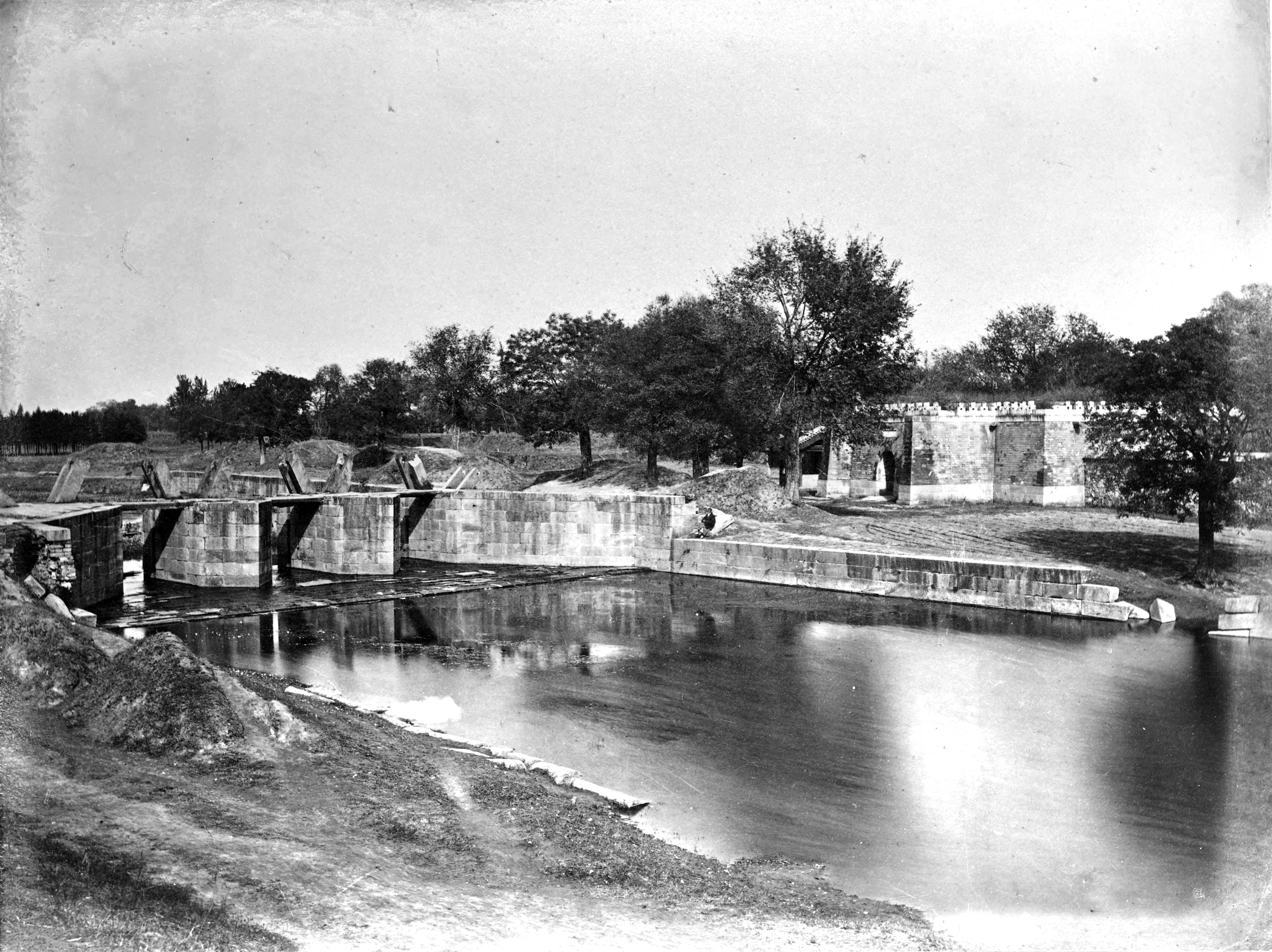
望海楼，1879年左右拍摄。

金代章宗皇帝（西元1190年至1208年）完顏璟曾在此築台垂釣，「釣魚台」因而得名，迄今已有800餘年历史。据《日下旧闻考》，“钓鱼台在三里河西里许，乃大金时旧迹也。台下有泉涌出汇为池，其水至冬不竭。”《帝京景物略》：“出府城门南十里，花园村，古花园。其后树，今平畴也。金王郁钓鱼台，台其处，郁前玉渊潭，今池也。有泉地涌出，古今人因之。郁台焉，钓焉，钓鱼台以名。”清朝乾隆二十八年（西元1763年），將金代魚藻池舊址灘疏濬成湖，引來香山之水，通至阜成門外護城河，此湖即為「玉淵潭」，乾隆赐以别名「养源斋」；乾隆三十九年，敕造釣魚台，皇帝並題寫「釣魚台」三字。辛亥革命后，溥仪在出宫前把「养源斋」赐给了他的太傅陳寶琛。

### 興建國賓館

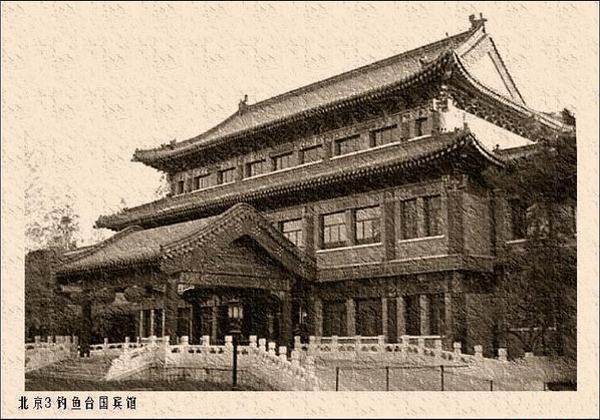
1959年的钓鱼台国宾馆

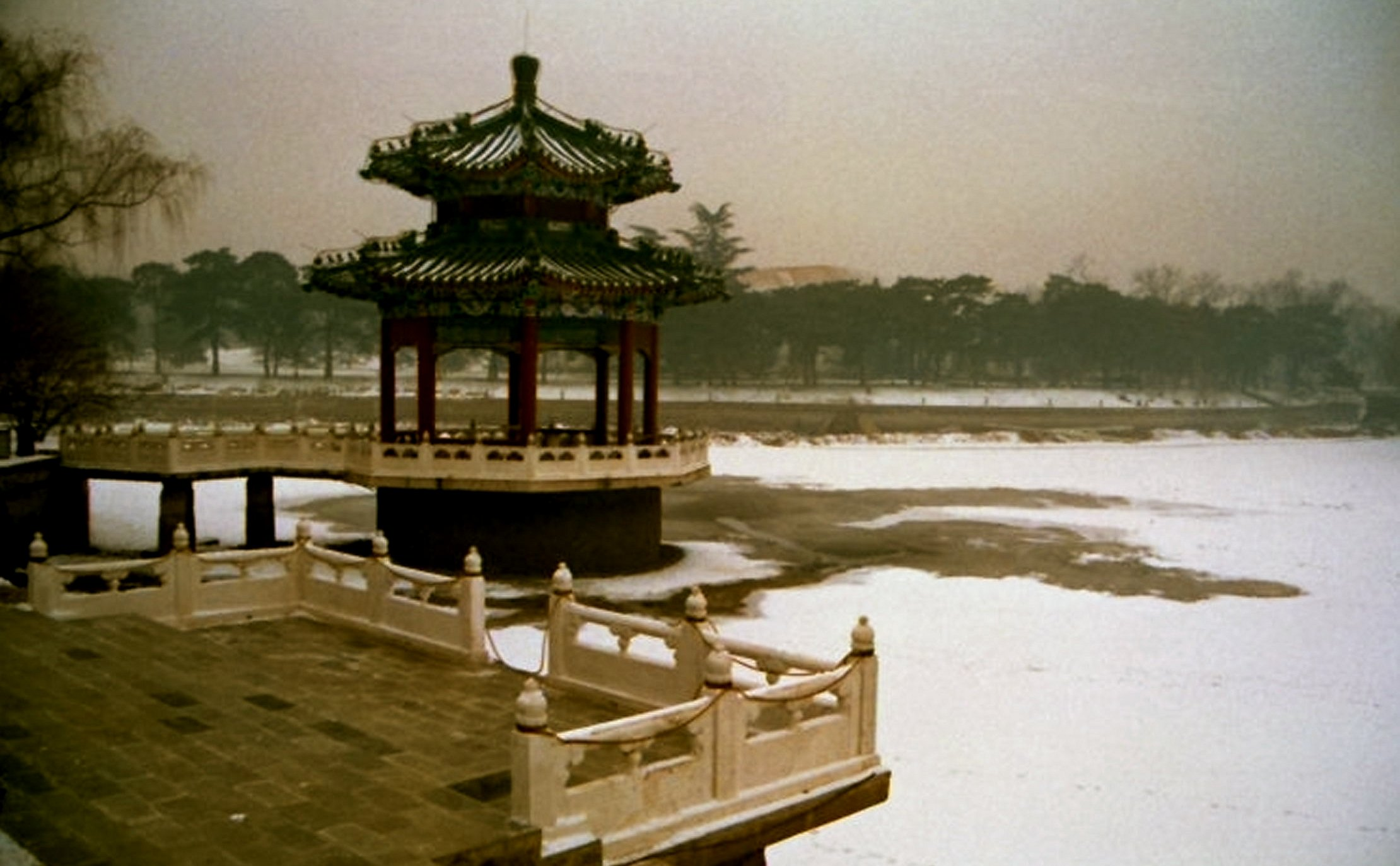
湖心亭建築

中华人民共和国政府、中共中央委員會主席毛澤東與國務院總理周恩來為隆重慶祝建國10週年，接待來華參加國慶的外國元首及政府首腦，於1958年選址古釣魚台風景區，責成外交部組織、籌劃、營建國賓館，並定名為「釣魚台國賓館」。經一年多努力，於1959年建成17棟接待樓，全部是二层青砖红瓦楼房。各樓從中心湖南側起始，沿逆時針方向，其中为体现大小国平等对待，迎合中国当时对外政策不设“一号楼”，由「二號樓」編號至「十八號樓」，其中為尊重外國習慣，不設「十三號樓」；而為尊重中國傳統，以“芳菲苑”替代“十七号楼”称呼，以「八方苑」替代「四號樓」稱呼。釣魚台國賓館於1959年國慶慶典前夕啟用，以後陸續有擴建修葺。
钓鱼台国宾馆环境宁静幽雅，楼台亭阁间有绿荫花卉、林木石桥，古典情调与现代建筑和谐结合。

### 文革時期
1966年初，彭真（时任文化革命五人小组组长）曾在这里组织写作班子起草《二月提纲》。文革时成为中央文化革命小组的办公地点（14号楼、16号楼），而康生（8号楼）、陈伯达（15号楼）、江青（先5号楼，再11号楼，后10号楼）、张春桥、姚文元（9号楼）、关锋也都集中住在这里，于是它就成了中央文革领导小组成员办公、生活二合一的驻地。因为中央文革小组是文革的发源地，并处在运动的领导地位，甚至取代了中共中央政治局，与国务院、中央军委鼎足而三，居于实际的权力核心圈子：政令从此发出，接见上下内外来访者在此进行，幕后交易在此敲定。各派政治势力都穿梭来往、角逐于这里，或联络示好，或冲突交恶。
钓鱼台國賓館四周原是涂绿油漆竹竿扎成的篱笆，约略可见里面的房屋树木，1966年改筑了围墙，围墙上安了电网。围墙东面、北面各开一座大门。东面大门里是一座假山；北面大门里砌了很大一个照壁，遮住行人视线。照壁上涂有红漆，堆出金字：“为人民服务”。 东湖沿岸安装着带毛刺的铁丝网，原本就游人罕至的这里更加幽深。其警卫由中央警卫局一、二处负责。
九大之后，中央文革小组影响渐次淡出，政治运作渐复常轨，这里又成为“四人帮”成员集中居住的处所。后来居上的王洪文住16号楼；纪登奎、陈永贵、吴桂贤等文革升迁的政治局委员亦曾住在这里。使他们的交往、磨合，除政治利益上的一致外，还增加了地利的方便。因此，钓鱼台就先后成为中央文革小组和四人帮的代名词。作为地理名词的钓鱼台就具有了重要的政治符号意义。
1975年由于陈永贵上书请求搬出钓鱼台國賓館，搬到东城区交道口四条一个老四合院里。毛泽东批示曰“很好，钓鱼台无鱼可钓”。于是住在钓鱼台國賓館的中央政治局委员先后搬走了。只有江青直到1976年毛泽东逝世后，才搬到中南海。

### 文革之後
鄧小平執政後至今，中共中央及國務院仍於此地招待訪華的外賓。改革开放后开始多元化经营，先于1980年正式对社会开放营业：一天住宿费为2,000-3,000元人民币。根据接待处提供的市场报价，标准间（最便宜）298美元一天/夜，总统套房为3,998美元一天/夜。1990年代末期开始涉足酿酒业，于1999年在茅台镇投资设厂，出产酱香型白酒钓鱼台酒迄今。

## 建筑

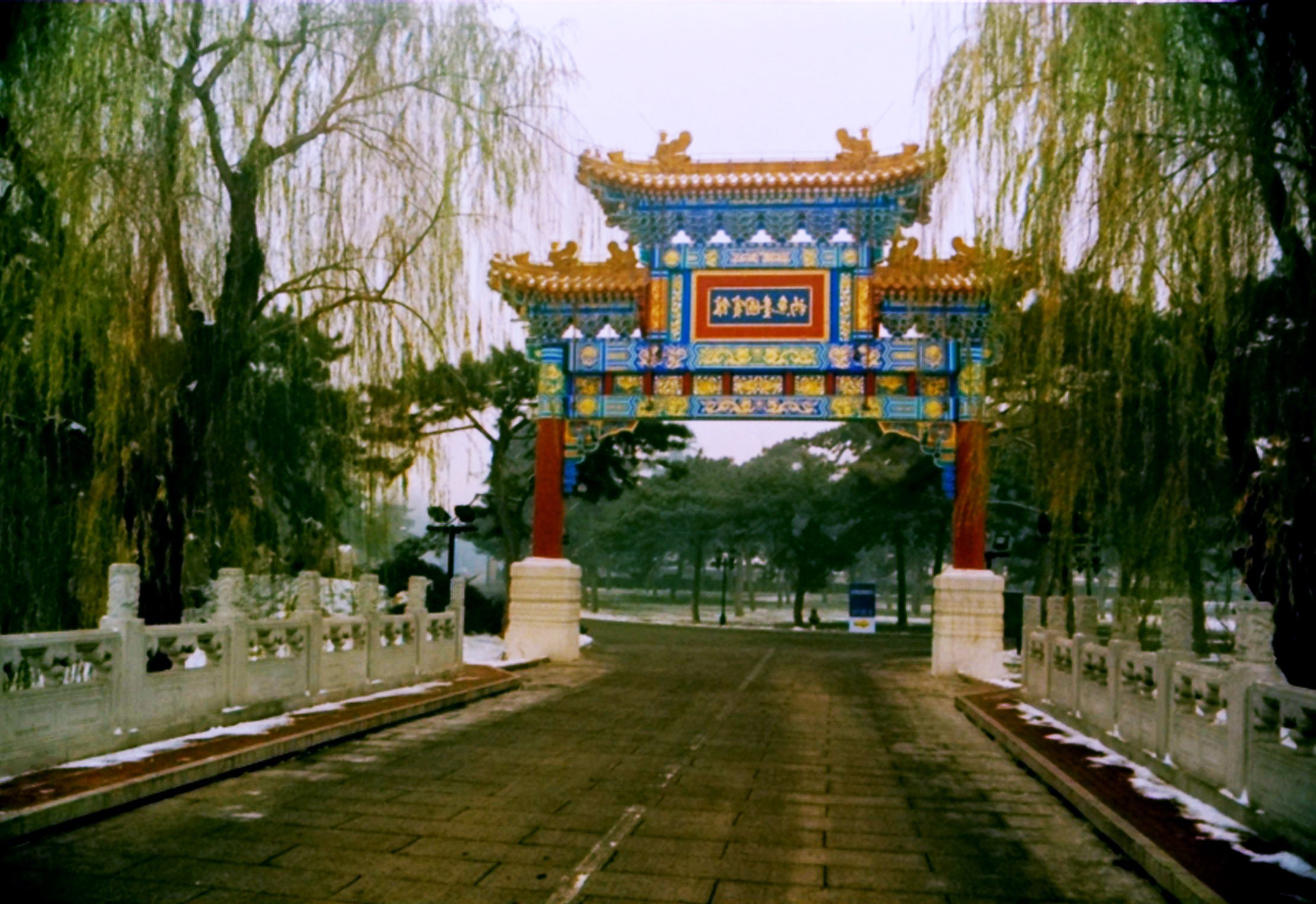
钓鱼台国宾馆大門

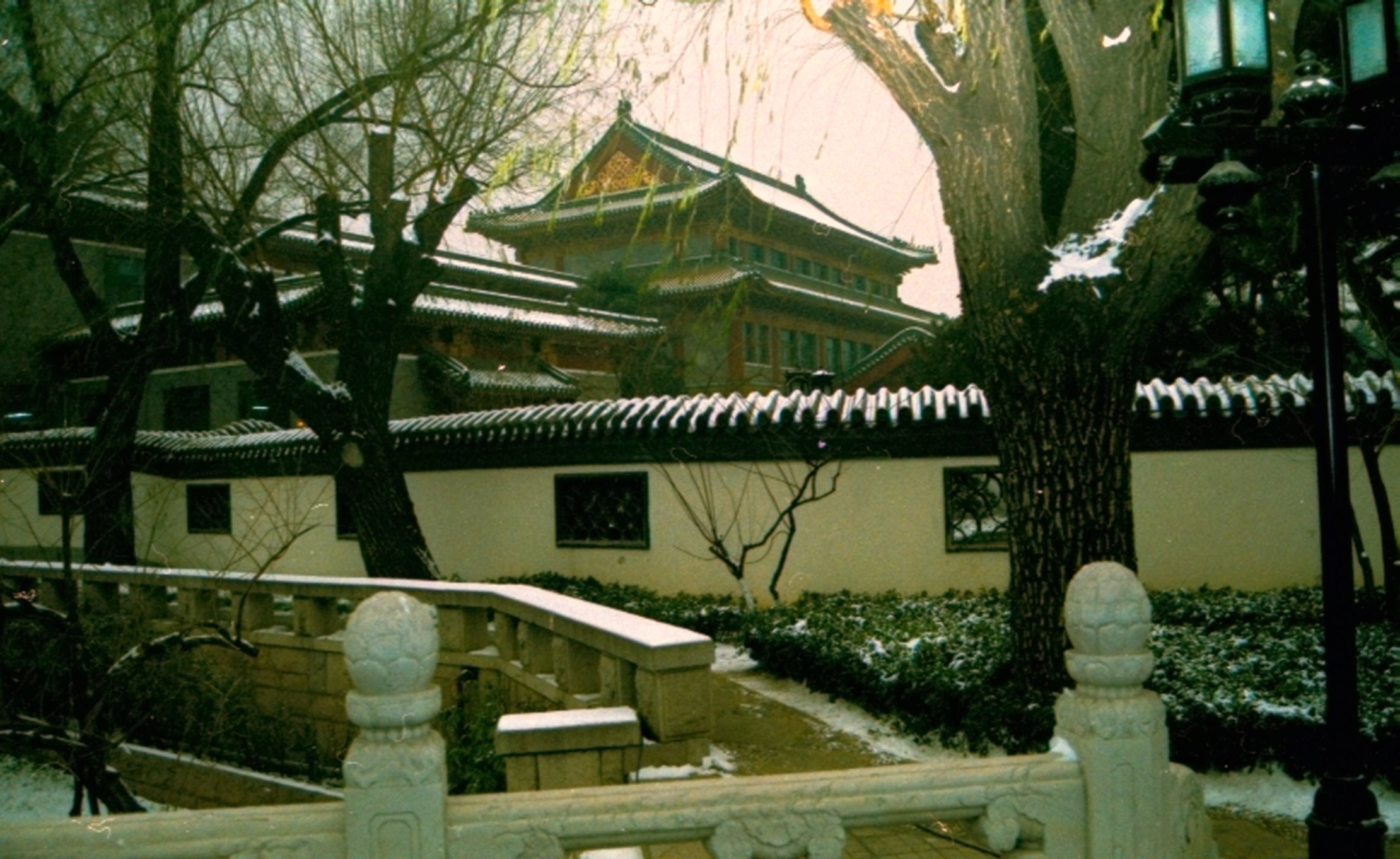
西側內牆

### 芳菲苑

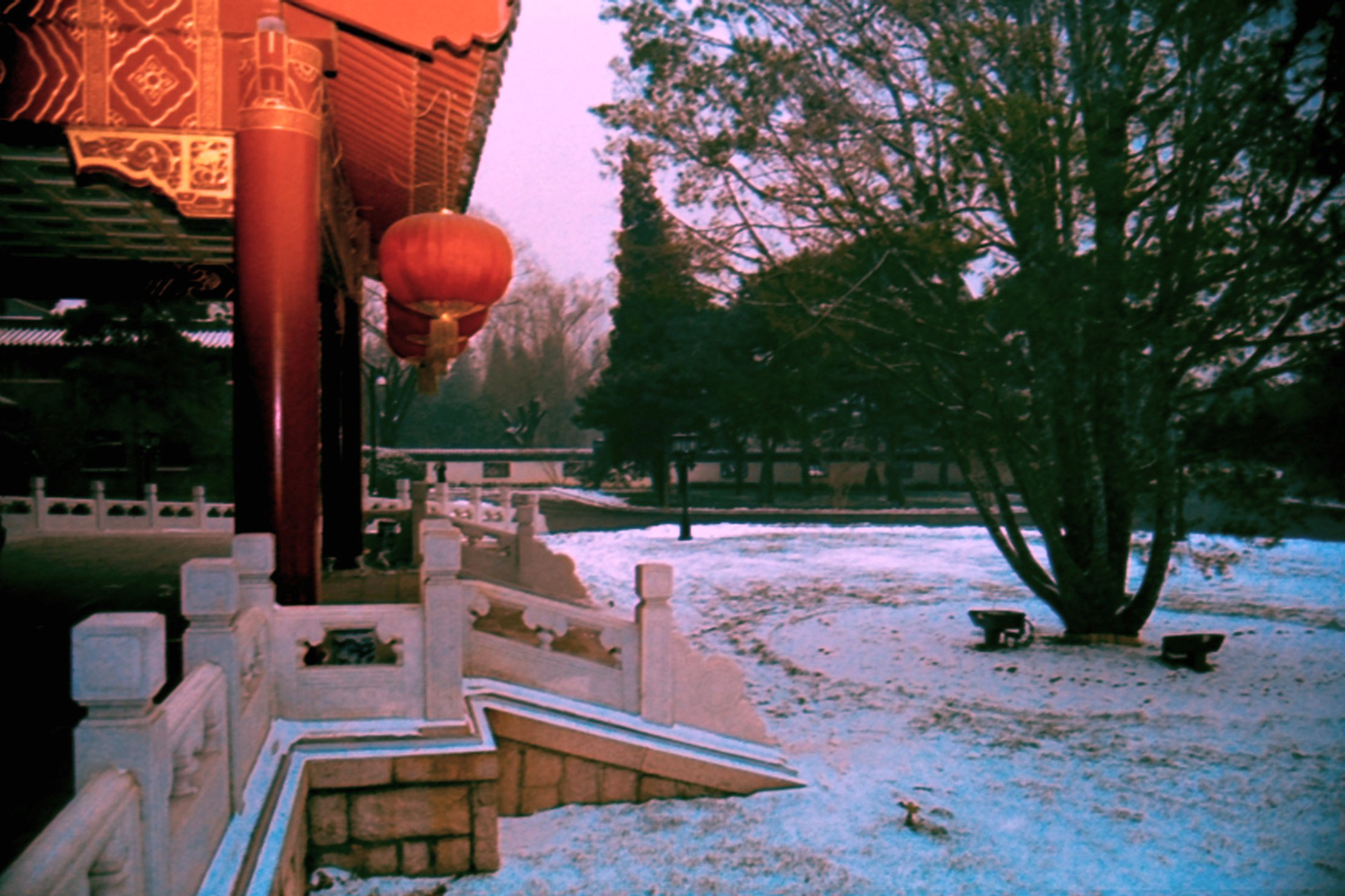
十七號樓

芳菲苑即十七號樓，举办大型会议、新闻发布会、酒会、宴会，钓鱼台国宾馆有着得天独厚的优势，众多风格各异的会议大厅，使活动的策划者有着更多的选择。钓鱼台拥有完备的服务体系，高质量的服务给每一位参与者留下美好的印象。由中国主办的，旨在解决朝鲜半岛核问题的北京六方会谈的中美俄朝韩日六方团长会议，也在芳菲苑举行。

### 二號樓
二号楼西临钓鱼台中心湖、南面是樱桃园，毗邻18号总统楼，楼内设有团长套、豪华套、普通间及标准客房27套，大、小会见厅、宴会厅和四季厅。该楼既可独自接待各类代表团、旅游团，承办中、小型宴会，又可配合18号总统楼接待大型政府代表团。

### 三號樓
三号楼坐落在国宾馆中心位置，北邻俱乐部，周围湖水潺潺，花草林木环抱，环境十分优美。室内设宴会厅、大、小客厅及豪华客房，是一座理想的综合接待楼。

### 俱樂部
俱乐部位于宾馆的东北部，集康体娱乐与餐饮会议于一体，设有游泳池、健身房、保龄球、台球、网球馆、棋牌室、乒乓球、酒吧、桑拿、美容及大型自助餐、新闻发布会等服务设施。

### 八方苑
八方苑即四號樓，位於賓館園區的東北角，曾是周恩來總理辦公及會見外賓的地方。

### 五號樓
五號樓位於賓館園區的北部正中，是很多國事活動的舉辦場所。五号楼有团长套、豪华套、普通套及标准客房共二十四套，内设会见厅、谈判厅、宴会厅和百人厅。党和国家领导人经常在此举办国事活动。时任國務院總理李鹏向首任香港特別行政區行政長官董建華先生颁发委任证书仪式曾在此举行。

### 六號樓
六号楼位于钓鱼台国宾馆的西北角，玉渊潭溪水从楼前流过，透过茂密的树林，一潭碧水隐约可见。室内装潢古朴典雅，具有浓重的民族特色。

### 七號樓
七號樓共有14套客房，欧式内饰。

### 八號樓
八號樓共有27套客房，外加大、小会议厅和宴会厅。

### 九號樓
九號樓乃欧式风格，地处宾馆的中心位置，主要为居住办公、举办各种小型宴会、会议而设计。

### 十號樓
十號樓共有23套客房，外加大、小会议厅和宴会厅。

### 十一號樓

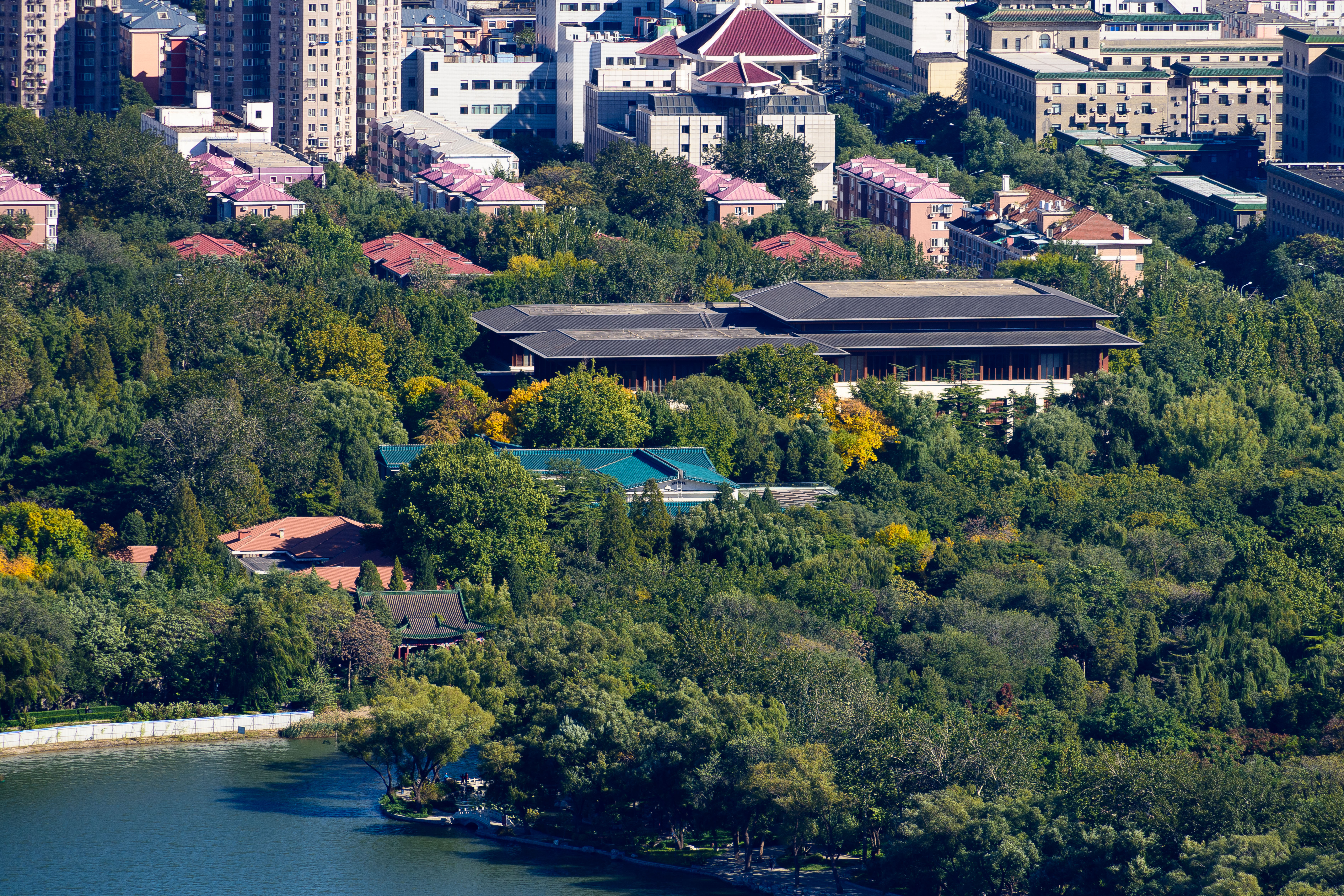
南部的11、12、14号楼

十一號樓共有26套客房，外加会堂厅、大、小会议厅、宴会厅和四季厅；风格为中西合璧，主要为举办中小型宴会而设计。

### 十二號樓
十二号楼位于宾馆园区南部正中，对望芳菲苑，有总统套房、豪华套房、普通套房、标准客房共17间，并设会见厅、谈判厅、宴会厅、四季厅。会见厅绘有刘海粟的巨幅国画《江山多娇》。四季厅宽敞明亮，内有假山、溪流、涌泉、池水、名贵花木。
十二號樓曾是毛澤東的住處，也是美國總統里根及英國首相戴卓爾夫人的下榻處。

### 十四號樓
十四號樓位于钓鱼台东南角，是座综合接待楼，内设宴会厅、谈判厅、豪华客房。

### 十五號樓
十五號樓共有17套客房，外加大、小会议厅和宴会厅，并有遍植石榴的馆中园中之园“丹若园”。

### 十六號樓
十六號樓位于钓鱼台东门，是座综合接待楼，内设宴会厅、客厅、豪华客房。

### 十八號樓

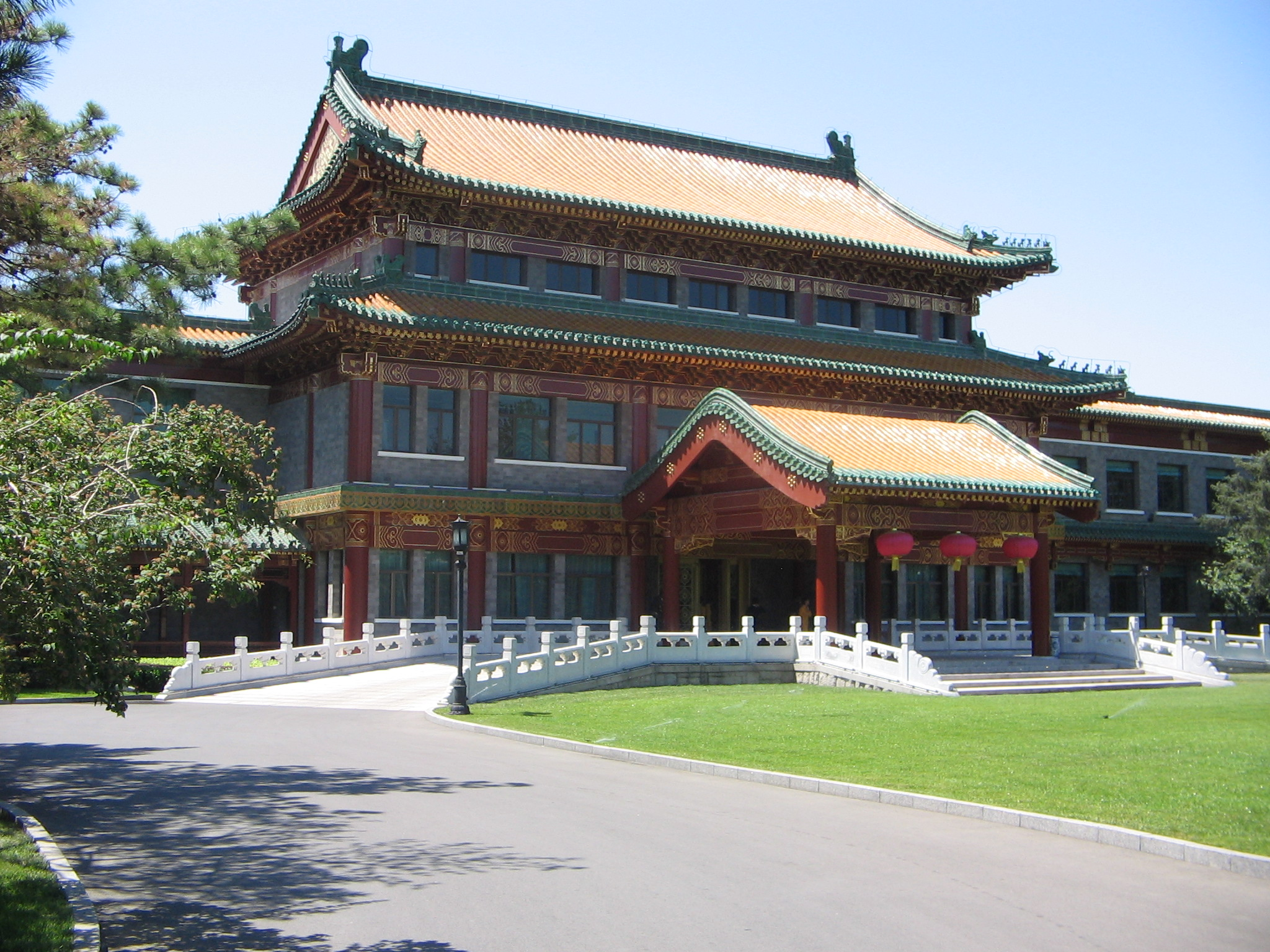
钓鱼台18号楼（2010年摄）

十八號樓外型為仿明式建築，位於釣魚台中央位置，在中心湖北側。絕大多數外國元首或首腦均下榻於十八號樓。现在，十八号楼的日租金为50,000美元。

## 外交部钓鱼台国宾馆管理局
外交部钓鱼台国宾馆管理局，加挂钓鱼台国宾馆牌子，是中华人民共和国外交部直属事业单位，负责钓鱼台国宾馆管理工作。

### 机构设置
根据有关规定，外交部钓鱼台国宾馆管理局（钓鱼台国宾馆）设置下列机构：
- 办公室
- 党委办公室
- 人事处
- 保卫处
- 财务处
- 业务处
- 公关部
- 基电处
- 行政处
- 供应处
- 园林处
- 大酒店
- 前门宾馆管理处
- 东交民巷管理处
- 乔建里管理处
- 老干部管理处
- 开发公司
- 钓鱼台国际旅行社
- 钓鱼台山庄
- 俱乐部
- 装饰公司

## 軼事
於2023年10月入住並在此召開記者會。

## 外部連結
- 釣魚台國賓館 （页面存档备份，存于）